# Усова, Зинаида Васильевна
Зинаи́да Васи́льевна У́сова (9 августа 1924, с. Сидозеро, Ленинградская губерния — 4 октября 2013) — советский и украинский энтомолог и эпидемиолог, специалист по экологии и систематике мошек, доктор биологических наук, профессор.

## Биография
После окончания Карело-Финского государственного университета, в 1950 году поступила в аспирантуру Карельского филиала АН СССР. Научным руководителем выступала Айно Семёновна Лутта, известный специалист по кровососущим двукрылых европейского Севера. После окончания аспирантуры, с 1953 года Усова начала работать на кафедре биологии Донецкого государственного медицинского института. В 1954 году Усова защитила кандидатскую диссертацию по теме «Мошки (семейство Simuliidae, Diptera) Карело-Финской ССР и Мурманской области». В 1964 году по материалам монографии «Фауна мошек Карелии и Мурманской области (Diptera, Simuliidae)» была присуждена степень доктора биологических наук. В 1965 году Усовой предложили стать деканом только что созданного биологического факультета Донецкого государственного университета. 
Внесла весомый вклад в создание биологического факультета Донецкого государственного университета. До 1971 года исполнение обязанностей декана она совмещала с должностью заведующего кафедрой зоологии, которую возглавляла до 1982 года.

## Научные достижения
Исследования Зинаиды Васильевны Усовой в течение 60 лет были направлены на решение проблем медицинской и ветеринарной энтомологии. Она занималась выявлением роли кровососущих насекомых и клещей в переносе возбудителей заболеваний человека и животных. Под руководством Усовой и при её непосредственном участии были впервые получены подробные сведения по фауне, особенностях жизненного цикла и факторах определяющих активность кровососущих комаров, мошек, панцирных и гамазовых клещей. Были разработаны, обоснованны и внедрены меры защиты человека от гнуса. Она создала самую крупную научную школу исследователей мошек на территории бывшего Советского Союза и под её руководством защищено 23 диссертации. Усова принимала участие в организации экспедиций Бурятию и Дальний Восток, на Чёрное, Белое, Баренцево и Японское моря. Коллекция мошек, собранная Усовой хранящиеся в Институте биологии Карельского научного центра РАН, насчитывает более 10 тысяч экземпляров.

### Виды, описанные Усовой
Усовой было описано 15 видов мошек:
- Metacnephia amsheevi Usova & Bazarova, 1990
- Metacnephia baicalica Usova & Bazarova, 1990
- Metacnephia burjatica Usova & Bazarova, 1990
- Metacnephia hamardabanae Usova & Bazarova, 1990
- Metacnephia luttae Usova & Bazarova, 1990
- Metacnephia mirzaevae Usova & Bazarova, 1990
- Metacnephia shirapovi Usova & Bazarova, 1990
- Metacnephia tamarinae Usova & Bazarova, 1990
- Simulium dolini Usova & Sukhomlin, 1989
- Simulium kachvorjanae Usova & Zinchenko, 1991
- Simulium lidiae  (Semushin & Usova, 1983)
- Simulium olonicum  (Usova, 1961)
- Simulium raastadi (Usova & Reva, 2000)
- Simulium suchomlinae  (Usova & Reva, 1995)
- Simulium volhynicum (Usova & Sukhomlin, 1990)

### Членство в научных обществах
- Украинске научное общество паразитологов
- Украинское энтомологическое общество

### Награды и звания
Зинаида Васильевна отмечена многочисленными наградами и почётными званиями, в их числе:
- орден «Знак Почета» (1967).
- медали «За доблестный труд» (1970).
- медаль «Ветеран труда» (1978).
- заслуженный профессор Донецкого национального университета (2002).
- нагрудный знак «За наукові досягнення» Министерства образования и науки Украины (2007).

## Публикации
Усовой опубликовано около 250 научных работ, из них 6 монографий

### Монографии
- Усова З. В. Фауна мошек Карелии и Мурманской области (Diptera, Simuliidae). — М.-Л.: Издательство Академии наук СССР, 1961. — 286 с.
- Шарков А. А., Лобкова, М. П., Усова З. В. Кровососущие комары и мошки европейского Севера СССР. — Петрозаводск: Издательство Карелия, 1984. — 152 с.
- Каплич В. М., Сухомлин Е. Б., Усова З.В., Скуловец М. В. Фауна и экология мошек Полесья / Под редакцией Н. М. Трухан. — Минск: Ураджай, 1992. — 264 с. — ISBN 5-7860-0738-3.
- Каплич В. М., Усова З. В. Кровососущие мошки лесной зоны Белоруссии / Под редакцией А. М. Дубицкий. — Минск: Ураджай, 1990. — 176 с. — ISBN 5-7860-0492-9.
- Raastad J.E., Usova Z.V., Kuusela K. Blackflies of Northern Europe (Diptera: Simuliidae). — Amsterdam: ETI Bioinformatics, 2010.

### Статьи
- Усова З. В. К биологии и экологии мошек (Diptera, Simuliidae) Карельской АССР и Мурманской области // Энтомологическое обозрение : журнал. — 1956. — Т. 35, № 4. — С. 840—855. — ISSN 0367-1445.
- Усова З. В., Куликова З. П. Активность нападения мошек (Diptera, Simuliidae) в Карелии // Энтомологическое обозрение : журнал. — 1958. — Т. 37, № 4. — С. 869—882. — ISSN 0367-1445.
- Усова З. В. О местах укрытия мошек (Diptera, Simuliidae) в Карельской АССР // Энтомологическое обозрение : журнал. — 1963. — Т. 42, № 2. — С. 316—319. — ISSN 0367-1445.
- Усова З. В., Панченко А. Б. О местах выплода мошек (Diptera, Simuliidae) Закарпатской области // Паразитология : журнал. — 1973. — Т. 7, № 6. — С. 541—544. — ISSN 0031-1847.
- Бодрова Ю. Д., Усова З. В. Первоописание личинки и дополнительные данные по систематике Eusimulium schogakii Rubz. (Diptera, Simuliidae) // Паразитология : журнал. — 1975. — Т. 9, № 2. — С. 155—157. — ISSN 0031-1847.
- Усова 3. В., Сухомлин Е. Б. Новый вид мошки — Simulium (Argentisimulium) dolini sp. n. (Diptera, Simuliidae) // Паразитология : журнал. — 1989. — Т. 23, № 5. — С. 423—427. — ISSN 0031-1847.
- Усова З. В., Зинченко А. П. Simulium kachvorjanae sp. n. (Diptera: Semuliidae) из лесостепной зоны Украины // Паразитология : журнал. — 1991. — Т. 25, № 6. — С. 551—555. — ISSN 0031-1847.
- Качворян Э. А., Усова З. В., Гамбарян П. П. Анализ морфометрических признаков куколок трех популяций Tetisimulium kondici (Diptera: Sirauliidae) // Паразитология : журнал. — 1992. — Т. 26, № 5. — С. 424—429. — ISSN 0031-1847.